# Мобильная коммерция
Мобильная коммерция (м-коммерция) — общее название коммерческих сервисов (кроме услуг связи), использующих мобильный телефон.

## Описание
Процесс осуществляется с помощью карманных компьютеров или смартфонов через удаленное (интернет, GPRS и т. д.) соединение.
Мобильная коммерция, как правило, представляет собой программно-аппаратное решение по автоматизации процессов взаимодействия с удаленными пользователями.
Встречается название мобильная торговля — бизнес-решение, тесно интегрированное с системами автоматизации торговли и предназначенное в первую очередь для автоматизации сбора заказов. Иногда термин мобильная торговля (мобильные продажи) трактуют более широко и употребляют в качестве синонима мобильной коммерции вообще.

## История
В 1997 году на улицах Хельсинки, столицы Финляндии, были установлены два автомата компании Кока-Кола по продаже напитков с помощью SMS. Тогда же клиентам Merita bank of Finland стали доступны услуги мобильного банкинга.
В 1998 году стала возможной продажа цифрового контента с помощью мобильного телефона, когда финским сотовым оператором Radionlinja был запущен коммерческий сервис по продаже рингтонов.
Год спустя компанией Smart на Филиппинах была запущена национальная платформа мобильных платежей Smart Money. Почти одновременно с этим NTT DoCoMo запустила в Японии первую мобильную интернет-платформу, получившую название i-Mode.
Осенью 1999 года France Telecom объявила об открытии защищенной системы e-коммерции на базе мобильной связи под названием «Iti Achat». Услуга позволяет абонентам системы GSM, принадлежащей France Telecom, осуществлять покупки, как через Интернет, так и по мобильному телефону. Встроенный в трубку GSM считыватель кредитных карточек гарантирует защищенность системы.
В ноябре 1999 года компания Millicom International Cellular (Люксембург) объявила о выпуске устройства GiSMo, позволяющего производить безопасные платежи в Интернет с помощью мобильного телефона. Покупатель предоставляет номер своего мобильного телефона продавцу, который, используя выделенный канал в Интернет, передает полученный номер в операционный центр GiSMo, где на основании полученных данных формируется персональный идентификационный код. Этот код передается и на мобильный телефон покупателя. Покупатель должен предоставить продавцу полученный код для сверки. Счета ежемесячно высылаются клиентам по e-mail.

## Направления мобильной коммерции
Мобильный банкинг — управление банковским счетом, при котором для идентификации владельца используется мобильный телефон. Используются денежные средства, находящиеся на банковском счете.
Мобильные платежи (м-платежи) — платежи при помощи мобильного телефона деньгами на предоплаченных счетах мобильного оператора. Мобильные платежи не используют банковские счета пользователя и доступны абонентам, не имеющим собственного банковского счета.

## Использование мобильной коммерции[5]
- Интернет
- Телефония
- Коммунальные платежи
- Авиа и ЖД билеты
- Путешествия
- Страхование

## Преимущества
- удобство оплаты
- экономия времени (оплата производится всего в несколько шагов)
- безопасность платежей
- огромный выбор для оплаты услуг (от коммунальных платежей до покупки билетов в кино)
- для оплаты требуется только мобильное устройство и интернет

## Мобильная коммерция сегодня
29 крупнейших операторов сотовой связи, контролирующих половину мирового рынка, уже объединились, чтобы создать единый формат для использования технологии Near Field Communications (NFC) в сотовых телефонах. Особенно популярны сервисы мобильных платежей, основанные на технологии NFC, в Японии, США и Великобритании.
Для использования сервиса NFC требуется установить в телефон абонента специальный модуль. Благодаря встроенному чипу осуществляется беспроводное соединение между телефоном и терминалом—считывателем информации, установленным у продавца. В результате соединения с виртуального счета владельца мобильника списывается сумма. Абонент может пополнить счет с помощью банковской карты, POS-терминала и сенсорного автомата самообслуживания. Технология NFC обеспечивает солидную надежность идентификации покупателя и высокий уровень безопасности платежей.
Стараются не отставать от мировых тенденций и в России. Мининформсвязи одобрило концепцию создания универсальной платежной платформы на основе сотового телефона. Поскольку SIM-карта по российским законам выдается на конкретное лицо, её, по мнению связистов, вполне достаточно для идентификации того, кто производит платеж. С помощью новой платежной платформы можно будет делать не только банковские операции, но и оплачивать проезд в метро, автобусе, электричке, парковку автомобиля, купить чашку кофе или банку пива в торговых автоматах. Достаточно будет приложить мобильник к турникету или автомату. Для осуществления платежей по технологиям SMS и USSD даже не нужны дополнительные устройства.
В данный момент российский оператор «Билайн» активно развивает сервисы на базе технологии NFC. На данном этапе оператор реализует транспортные приложения: оплата проезда в городском наземном и подземном транспорте. Данные сервисы находятся в тестовом режиме.